# Fosa nodular

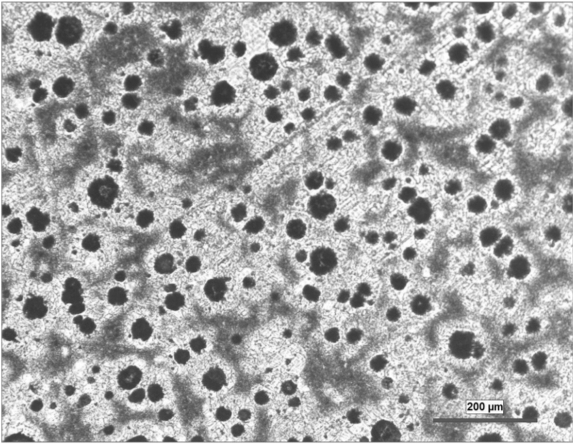
Microestructura augmentada cent vegades.

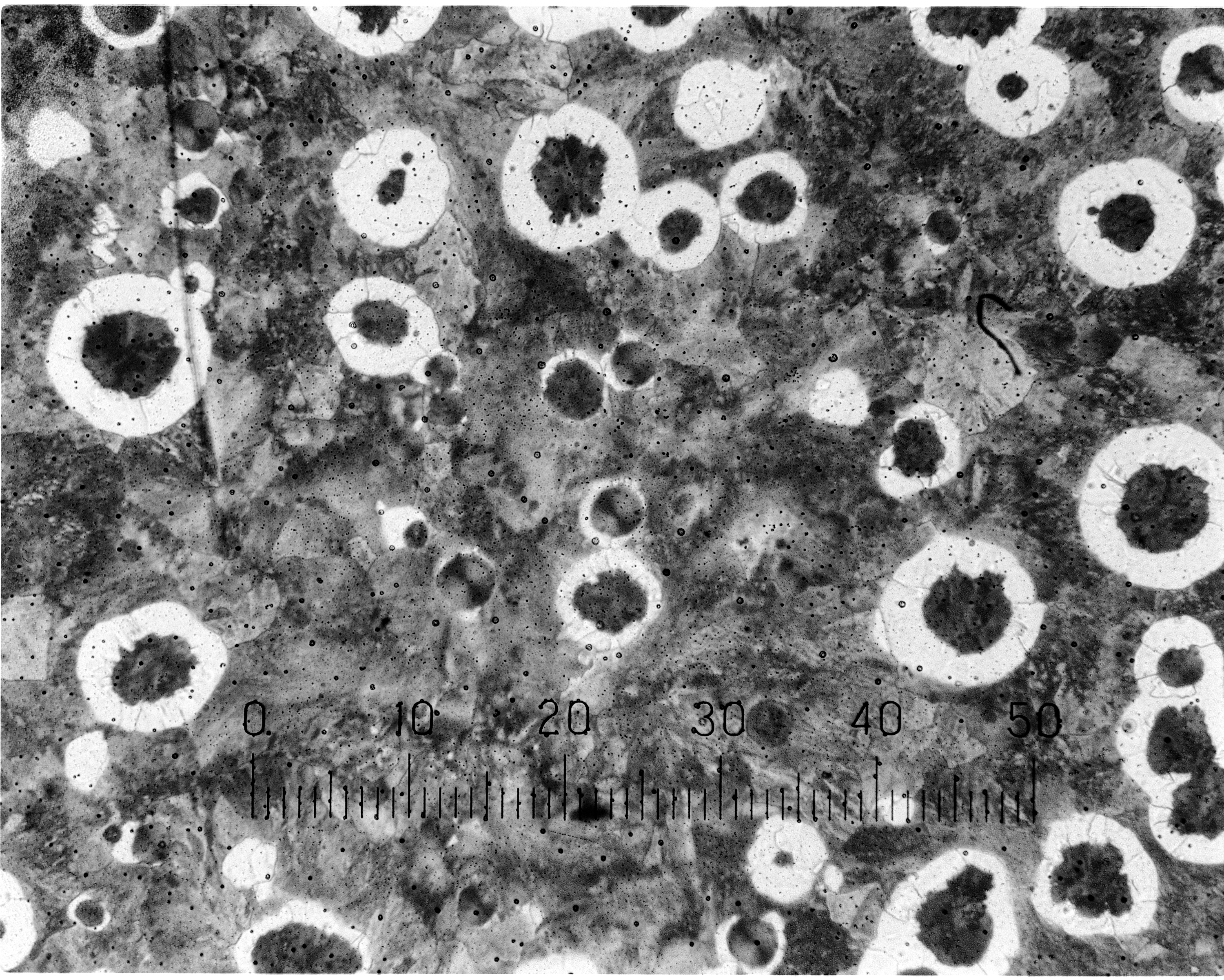

La fosa nodular o fosa dúctil és la fosa que s'aconsegueix en afegir petites quantitats de magnesi i/o de ceri a la fosa grisa en estat líquid es produeix una microestructura totalment diferent, així com un conjunt distintiu de propietats mecàniques. De totes maneres es forma grafit, però en forma de partícules esferoïdals o nodulars en lloc d'escates. L'aliatge resultant es denomina fosa nodular o dúctil. La matriu que envolta a aquestes partícules és o perlita o ferrita, depenent del tractament tèrmic (normalment es tracta de perlita en una peça moldejada únicament). Aquesta fosa dúctil o nodular és més resistent i molt més dúctil que la fosa grisa. De fet, té les seves propietats mecàniques semblants a les de l'acer. Cal destacar, dintre d'aquest grup de fosa, la fosa ADI.
La composició típica del material és: Ferro, carboni (3.3 -3,4%), silici (2,2 -2,8%), manganès (0,1 -0,5%), magnesi (0,03 -0,05%), fòsfor (0,005 -0,04%), sofre (0,005 -0,02%). S'afegeixen altres elements com el coure o llautó per incrementar la resistència. Per incrementar la resistència a la corrosió se substitueix una part del ferro per níquel, coure o crom.
Es va inventar l'any 1943 per Keith Millis. Mentre moltes varietats de ferro colat són trencadisses la fosa dúctil és més flexible i elàstica per les seves inclusions de grafit. L'"Austempered Ductile Iron" (ADI) es va inventar a la dècada de 1950. En l'ADI, l'estructura metal·lúrgica es manipula de manera sofisticada a través del calor. "Aus" es refereix a l'austenita. La fosa nodular no és un material simple sinó un grup de materials definits pel control de la microestructura del grafit.
Entre les aplicacions més típiques d'aquest material hi ha vàlvules, bombes, cigonyals, engranatges i altres components automotrius i de maquinària. Gran part es fa servir per canonades de ferro dúctils per aigua. També en materials per automòbils quan es necessita més resistència que la que dona l'alumini sense fer servir acer. També en camions maquinària agrícola (tractors) i pous de petroli.